# Bilder av dig
Bilder av dig è il singolo di debutto del girl group svedese Ai, pubblicato nel 1999 su etichetta discografica Pool Sounds e incluso nell'album di debutto eponimo del gruppo.
Con Bilder av dig le Ai hanno partecipato a Melodifestivalen 1999, il programma di selezione del rappresentante svedese all'Eurovision Song Contest, piazzandosi al 9º posto.

## Tracce
1. Bilder av dig – 3:00
2. Bilder av dig (Remix) – 4:34

## Classifiche
| Classifica (1999) | Posizione massima |
| ----------------- | ----------------- |
| Svezia            | 41                |